# Championnat de Guadeloupe de football 2015-2016
Navigation
Saison précédente Saison suivante
La saison 2015-2016 du Championnat de Guadeloupe de football est la soixante-deuxième édition de la première division en Guadeloupe, nommée Division d'Honneur. Les quatorze formations de l'élite sont réunies au sein d'une poule unique où elles s'affrontent deux fois au cours de la saison. Les trois derniers du classement sont relégués et remplacés par les trois meilleurs clubs de seconde division à l'issue de la saison.
C'est l'Unité Sainte Rosienne qui remporte la compétition après avoir terminé en tête du classement final, avec onze points d’avance sur le triple tenant du titre, le Club Sportif Moulien et treize sur La Gauloise de Basse-Terre. Il s’agit du tout premier titre de champion de Guadeloupe de l'histoire du club.

## Qualifications continentales
Les deux premiers du classement final se qualifient pour la phase de poules de la CFU Club Championship 2017.

## Les clubs participants
- Unité Sainte Rosienne
- Club Sportif Moulien
- AO Gourbeyrienne - Promu de Promotion d'Honneur régionale
- Arsenal Petit-Bourg
- Club Amical Marquisat
- La Gauloise de Basse-Terre
- Amical Club Grand-Bourg - Promu de Promotion d'Honneur régionale
- Red Star Pointe-à-Pitre
- Juventus Sainte-Anne
- L'Étoile de Morne-à-l'Eau
- Phare du Canal
- Siroco Les Abymes
- Solidarité Scolaire de Baie-Mahault
- US Baie-Mahault

## Compétition
Le barème de points servant à établir le classement se décompose ainsi :
- Victoire : 4 points
- Match nul : 2 points
- Défaite : 1 point

### Classement
| Rang | Équipe                                 | Pts | J  | G  | N  | P  | Bp | Bc | Diff |
| ---- | -------------------------------------- | --- | -- | -- | -- | -- | -- | -- | ---- |
| 1    | Unité Sainte Rosienne                  | 87  | 26 | 19 | 4  | 3  | 50 | 20 | +30  |
| 2    | Club Sportif MoulienT                  | 76  | 26 | 14 | 8  | 4  | 38 | 18 | +20  |
| 3    | La Gauloise de Basse-Terre             | 74  | 26 | 14 | 6  | 6  | 43 | 29 | +14  |
| 4    | US Baie-Mahault                        | 69  | 26 | 12 | 7  | 7  | 32 | 21 | +11  |
| 5    | Juventus Sainte-Anne                   | 65  | 26 | 11 | 6  | 9  | 28 | 25 | +3   |
| 6    | Siroco Les Abymes                      | 63  | 26 | 10 | 7  | 9  | 32 | 29 | +3   |
| 7    | Phare du Canal                         | 62  | 26 | 8  | 12 | 6  | 23 | 20 | +3   |
| 8    | AO GourbeyrienneP                      | 55  | 26 | 7  | 8  | 11 | 16 | 27 | -11  |
| 9    | Amical Club Grand-BourgP               | 54  | 26 | 7  | 7  | 12 | 22 | 27 | -5   |
| 10   | Arsenal Petit-Bourg                    | 54  | 26 | 7  | 7  | 12 | 22 | 29 | -7   |
| 11   | Red Star Pointe-à-Pitre                | 53  | 26 | 8  | 3  | 15 | 21 | 29 | -8   |
| 12   | L'Étoile de Morne-à-l'Eau              | 52  | 26 | 5  | 11 | 10 | 17 | 26 | -9   |
| 13   | Solidarité Scolaire de Baie-Mahault -1 | 48  | 26 | 5  | 8  | 13 | 17 | 31 | -14  |
| 14   | Club Amical Marquisat                  | 47  | 26 | 5  | 6  | 15 | 22 | 52 | -30  |

|  | Qualification pour la CFU Club Championship 2017               |
|  | Relégation en deuxième division                                |
|  | T : Tenant du titre P : Promu de Promotion d'Honneur régionale |

## Bilan de la saison
| Championnat de Guadeloupe de football 2015-2016 |                                     |
| Champion                                        | Unité Sainte Rosienne (1er titre)   |
| Coupes et trophées                              |                                     |
| Vainqueur de la Coupe de Guadeloupe 2015-2016   | USC Bananier (PHR)                  |
| Qualifications continentales                    |                                     |
| CFU Club Championship 2017                      | Unité Sainte Rosienne               |
| CFU Club Championship 2017                      | Club Sportif Moulien                |
| Promotions et relégations                       |                                     |
| Promus en Division d'Honneur                    | CS Capesterrien                     |
| Promus en Division d'Honneur                    | USC Bananier                        |
| Promus en Division d'Honneur                    | AS Le Gosier                        |
| Relégués en Promotion d'Honneur régionale       | L'Étoile de Morne-à-l'Eau           |
| Relégués en Promotion d'Honneur régionale       | Solidarité Scolaire de Baie-Mahault |
| Relégués en Promotion d'Honneur régionale       | Club Amical Marquisat               |